# Golfe de Darién
Le golfe de Darién est un golfe situé au sud de l'Amérique centrale. Il est bordé à l'est et au sud par la Colombie et à l'ouest par le Panama.
Au sud du golfe de Darién se trouve un autre golfe qui s'enfonce plus profondément dans la côte colombienne, le golfe d'Urabá.